# コーストガードメダル

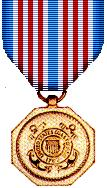
コーストガードメダル。

コーストガードメダル （英：Coast Guard Medal）は、アメリカ合衆国沿岸警備隊の勲章。「敵との戦闘に関係しない任務において英雄的行為、功績のあった」沿岸警備隊員に対して授与される。

## 概要
1949年制定。メダルは1958年に制定された。アメリカ軍の勲章序列においては殊勲飛行十字章の下位、 ブロンズスターメダルの上位に位置し、陸軍のソルジャーズメダル、海軍・海兵隊のネイビー・アンド・マリーンコープス・メダル、空軍のエアマンズメダル と同格である。最初の受章者は1957年8月に人命救助に功績をあげたアール・レイダとレイモンド・ジョンソンの二人であった。